# Saint-Mathieu
 Saint-Mathieu  (en occitano Samatiá) es una población y comuna francesa, situada en la región de Lemosín, departamento de Alto Vienne, en el distrito de Rochechouart. Es el chef-lieu del cantón de Saint-Mathieu.

## Demografía
| 1711 | 1613 | 1483 | 1364 | 1271 | 1233 | 1171 |
| Para los censos de 1962 a 1999 la población legal corresponde a la población sin duplicidades (Fuente: INSEE [Consultar]) |      |      |      |      |      |      |